# Barbara Agostino
Barbara Agostino, née le 6 juillet 1982 à Esch-sur-Alzette (Luxembourg), est une femme politique, foraine et ancienne footballeuse luxembourgeoise, membre du Parti démocratique.

## Biographie
Barbara Agostino est née dans une famille d'origine italienne. Sa mère, née en 1963 au Luxembourg, est issue de Pesaro dans la région des Marches. Son père, originaire de Reggio de Calabre, est arrivé au Luxembourg. Il a travaillé toute sa vie au sein de la société Saint Gobain.
Toute la famille vit sous le même toit à Rodange, dans le café familial appelé « Chez Liliane ». Son grand-père faisait partie des joueurs du FC Rodange et travaillait en parallèle à l'usine. Barbara Agostino intègre à son tour le TC Pétange, à l'âge de 8 ans. A 14 ans, elle quitte le club pour jouer au TC Esch, club avec lequel elle gagnera la Coupe de Luxembourg, à 16 ans. A l'âge de 17 ans, elle quitte le club pour jouer au TC Arquebusiers, où elle joue dans la première équipe dames, en parallèle elle joue au TC Völklingen et au TC Forbach. À ses 22 ans, elle quitte le tennis pour le foot au FC Progrès Niederkorn. Elle gagne le championnat et la coupe de Luxembourg, le premier doublé de l'histoire du football féminin.
En 2005 elle devient la première capitaine de l'équipe nationale de football sous l'entraîneur Romain Jean, premier sélectionneur de l'équipe des femmes. 
Elle fait son entrée en politique en 2023, devenant conseillère communale de Pétange à la suite des élections communales, avant de devenir députée à la suite de la démission de Max Hahn.

## Détail des mandats et fonctions

### Membre de la Chambre des Députés
- Députée depuis le 27 juin 2023